# Pierre Wertheimer

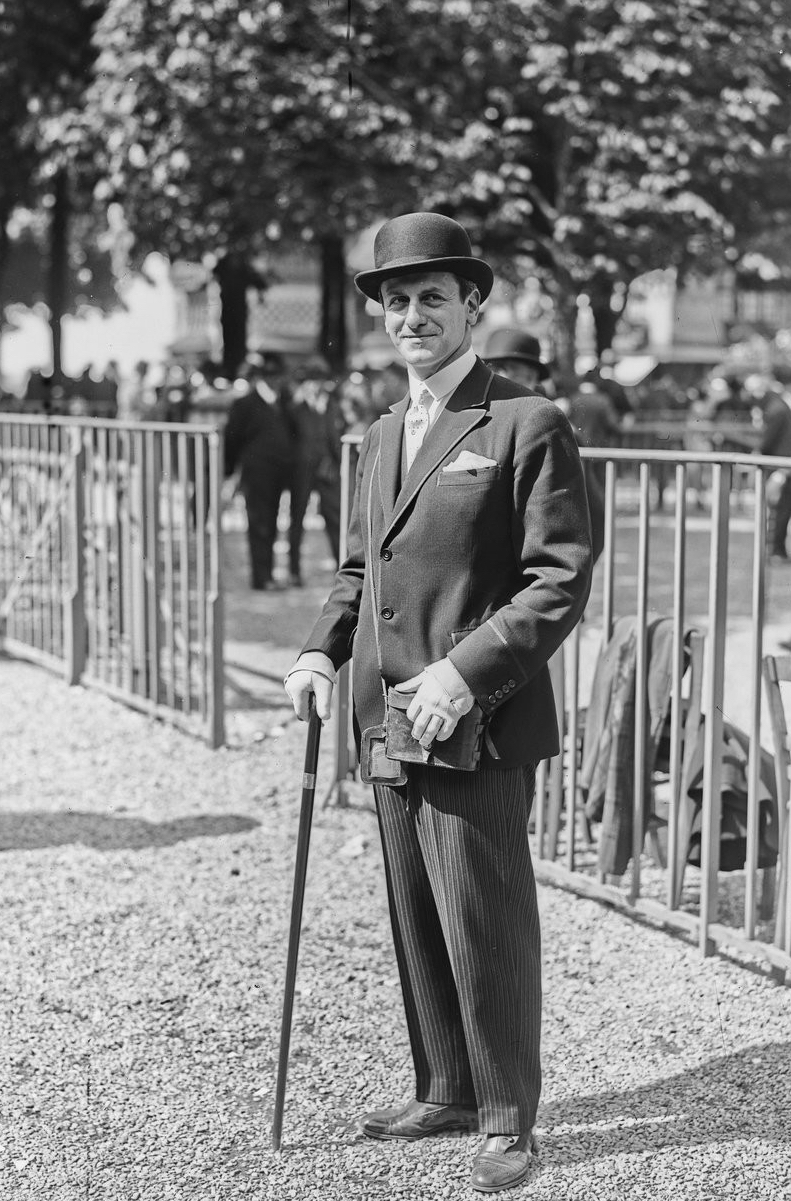

Pierre Wetheimer (8 gennaio 1888 – 24 aprile 1965) è stato un imprenditore francese. Fu uno dei principali soci di affari di Coco Chanel.

## Biografia
Nell'ottobre 1910, Pierre Wertheimer sposò Germaine Revel, figlia di un broker, e facente parte della famiglia Lazard, di tradizione bancarie.
Nel 1924, Pierre Wertheimer e suo fratello Paul divennero soci di Coco Chanel nella conduzione della sezione Profumi della casa di moda Chanel. Infatti due anni prima, nel 1922 era stato lanciato sul mercato Chanel Nº 5, e per gestire al meglio i propri affari Coco Chanel aveva richiesto l'aiuto della famiglia Wertheimer, sia per far conoscere i propri prodotti in America, sia perché gli fornissero aiuti economici. Pierre Wertheimer divenne proprietario al 70% dell'intera azienda Chanel Perfume. Nel 1965, alla morte di Pierre Wertheimer, il figlio Jacques prese il suo posto alla guida dell'azienda.
Wertheimer fu anche possessore di diversi cavalli da corsa.